# Coupe de France 1936/37

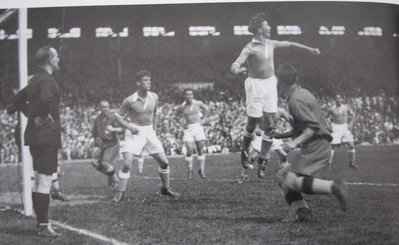
de finale

Het seizoen 1936/37 was het twintigste seizoen van de Coupe de France in het voetbal. Het toernooi werd georganiseerd door de Franse voetbalbond.
Dit seizoen namen er 658 clubs aan deel (90 meer dan de record deelname in het vorige seizoen). De competitie eindigde op 9 mei 1937 met de finale in het Stade Olympique Yves-du-Manoir in Colombes. Beide clubs bereikten voor de eerste keer de finale. De zege ging naar FC Sochaux die RC Strasbourg met 2-1 versloeg.
Na de regionaal gespeelde ronden traden de zestien clubs van de professionele Division 1 voor het eerst aan in de eerste landelijke gespeelde ronde, de 1/32 finale.

## Uitslagen

### 1/32 finale
De 1/32e finale was de vijfde ronde, inclusief de voorronde. De wedstrijden werden op 20 december 1936 gespeeld.
| Winnaar             | Uitslag | Verliezer               |
| ------------------- | ------- | ----------------------- |
| FC Sochaux          | 10-0    | Stade Saint-Dié         |
| RC Strasbourg       | 1-0     | FC Nancy                |
| US Boulogne         | 3-1     | CA Montreuil            |
| FC Rouen            | 6-0     | SO L’Est                |
| AS Cannes           | 7-1     | Stade Sainte-Barbe      |
| Red Star Olympique  | 3-1     | US Normande Colombelles |
| RC Paris            | 9-0     | Stade Béthune           |
| Olympique Dunkerque | 1-0     | FC Dieppe               |
| FC Sète             | 8-0     | ASA Vauzelles           |
| Excelsior Roubaix   | 4-0     | CA Paris                |
| RC Roubaix          | 4-3     | UL Moyeuvre Grande      |
| SC Fives            | 9-0     | US Pontoise             |
| FCO Charleville     | 7-0     | ASPTT Paris             |
| RC Lens             | 5-0     | SC Choisy-le-Roi        |
| Stade Rennes        | 7-2     | US Saint-Servan         |
| Stade Reims         | 8-0     | ASSB Oignies            |

| Winnaar               | Uitslag | Verliezer           |
| --------------------- | ------- | ------------------- |
| AS Brest              | 2-0     | AS Cherbourg        |
| OGC Nice              | 2-0     | Stade Raphaëlois    |
| FC Mulhouse           | 9-0     | AS Saint-Dizier     |
| Olympique Lille       | 4-1     | Stade Laval         |
| FC Metz               | 3-0     | AS Strasbourg       |
| SM Caen               | 2-1     | FC Lorient          |
| FC Antibes            | 3-2     | US Annemasse        |
| RC Arras              | 1-0     | AC Amiens           |
| SO Montpellier        | 5-1     | US Saint-Gaudens    |
| Le Havre AC           | 3-0     | SC Albert           |
| US Valenciennes-Anzin | 9-0     | Stade L’Est         |
| Olympique Marseille   | 8-0     | CD Español Bordeaux |
| AS Troyes-Savinienne  | 9-2     | AC Amboise          |
| RC Agde               | 1-0     | Olympique Alès      |
| Racing Calais         | 1-0     | US Tourcoing        |
| AS Saint-Étienne      | 7-0     | AS Néris            |

### 1/16 finale
De wedstrijden werden op 17 januari 1937 gespeeld, de beslissingswedstrijden op 21 (Strasbourg-Nice, Excelsior Roubaix-Le Havre) en 28 januari Fives-Marseille, Rennes-Calais).
| Winnaar             | Uitslag     | Verliezer       |
| ------------------- | ----------- | --------------- |
| FC Sochaux          | 3-0         | AS Brest        |
| RC Strasbourg       | 0-0 nv; 1-0 | OGC Nice        |
| US Boulogne         | 6-5 nv      | FC Mulhouse     |
| FC Rouen            | 2-0         | Olympique Lille |
| AS Cannes           | 3-1 nv      | FC Metz         |
| Red Star Olympique  | 3-1         | SM Caen         |
| RC Paris            | 4-0         | FC Antibes      |
| Olympique Dunkerque | 1-0         | RC Arras        |

| Winnaar           | Uitslag     | Verliezer             |
| ----------------- | ----------- | --------------------- |
| FC Sète           | 3-1 nv      | SO Montpellier        |
| Excelsior Roubaix | 0-0 nv; 3-2 | Le Havre AC           |
| RC Roubaix        | 1-0         | US Valenciennes-Anzin |
| SC Fives          | 1-1 nv; 2-0 | Olympique Marseille   |
| FCO Charleville   | 3-1         | AS Troyes-Savinienne  |
| RC Lens           | 5-0         | RC Agde               |
| Stade Rennes      | 0-0 nv; 1-0 | Racing Calais         |
| Stade Reims       | 2-1         | AS Saint-Étienne      |

### 1/8 finale
De wedstrijden werden op 7 februari 1937 gespeeld.
| Winnaar       | Uitslag | Verliezer         |
| ------------- | ------- | ----------------- |
| FC Sochaux    | 3-2 nv  | FC Sète           |
| RC Strasbourg | 2-0     | Excelsior Roubaix |
| US Boulogne   | 3-1     | RC Roubaix        |
| FC Rouen      | 4-2     | SC Fives          |

| Winnaar             | Uitslag | Verliezer       |
| ------------------- | ------- | --------------- |
| AS Cannes           | 2-0     | FCO Charleville |
| Red Star Olympique  | 3-2     | RC Lens         |
| RC Paris            | 1-0     | Stade Rennes    |
| Olympique Dunkerque | 4-2     | Stade Reims     |

### Kwartfinale
De wedstrijden werden op 7 maart 1937 gespeeld. De enige beslissingswedstrijd op 11 maart.
| Winnaar       | Uitslag     | Verliezer           |
| ------------- | ----------- | ------------------- |
| FC Sochaux    | 0-0 nv; 3-1 | AS Cannes           |
| RC Strasbourg | 3-1         | Red Star Olympique  |
| US Boulogne   | 1-0         | RC Paris            |
| FC Rouen      | 2-0         | Olympique Dunkerque |

### Halve finale
De wedstrijden werden op 4 en 5 april 1937 gespeeld.
| Winnaar       | Uitslag | Verliezer   |
| ------------- | ------- | ----------- |
| FC Sochaux    | 6-0     | US Boulogne |
| RC Strasbourg | 3-1     | FC Rouen    |

### Finale
De wedstrijd werd op 9 mei 1937 gespeeld in het Stade Olympique Yves-du-Manoir in Colombes voor 39.538 toeschouwers. De wedstrijd stond onder leiding van scheidsrechter Eugène Olive.
| Winnaar                                     | Uitslag | Finalist       |
| ------------------------------------------- | ------- | -------------- |
| FC Sochaux                                  | 2-1     | RC Strasbourg  |
| Miguel Angel Lauri 40' Bernard Williams 88' |         | 32' Oskar Rohr |

1917/18 · 1918/19 · 1919/20 · 1920/21 · 1921/22 · 1922/23 · 1923/24 · 1924/25 · 1925/26 · 1926/27 · 1927/28 · 1928/29 · 1929/30 · 1930/31 · 1931/32 · 1932/33 · 1933/34 · 1934/35 · 1935/36 · 1936/37 · 1937/38 · 1938/39 · 1939/40 · 1940/41 · 1941/42 · 1942/43 · 1943/44 · 1944/45 · 1945/46 · 1946/47 · 1947/48 · 1948/49 · 1949/50 · 1950/51 · 1951/52 · 1952/53 · 1953/54 · 1954/55 · 1955/56 · 1956/57 · 1957/58 · 1958/59 · 1959/60 · 1960/61 · 1961/62 · 1962/63 · 1963/64 · 1964/65 · 1965/66 · 1966/67 · 1967/68 · 1968/69 · 1969/70 · 1970/71 · 1971/72 · 1972/73 · 1973/74 · 1974/75 · 1975/76 · 1976/77 · 1977/78 · 1978/79 · 1979/80 · 1980/81 · 1981/82 · 1982/83 · 1983/84 · 1984/85 · 1985/86 · 1986/87 · 1987/88 · 1988/89 · 1989/90 · 1990/91 · 1991/92 · 1992/93 · 1993/94 · 1994/95 · 1995/96 · 1996/97 · 1997/98 · 1998/99 · 1999/00 · 2000/01 · 2001/02 · 2002/03 · 2003/04 · 2004/05 · 2005/06 · 2006/07 · 2007/08 · 2008/09 · 2009/10 · 2010/11 · 2011/12 · 2012/13 · 2013/14 · 2014/15 · 2015/16 · 2016/17 · 2017/18 · 2018/19 · 2019/20 · 2020/21 · 
2021/22 · 2022/23 · 2023/24 · 2024/25 ·